# Оманс
Оманс (фр. Aumance) је река у Француској. Дуга је 56 km. Улива се у Шер. 